# Bar à chats

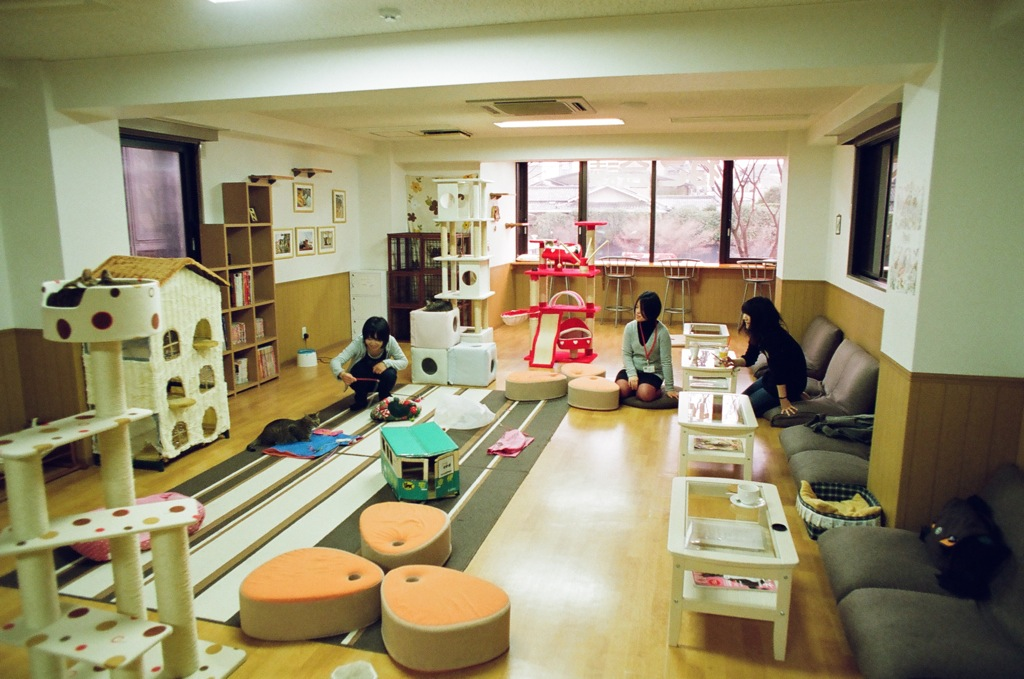
Un bar à chats à Kyoto.

Un bar à chats, café à chats, café félin, ou encore neko café (猫カフェ, neko signifiant « chat » en japonais) est un bar ou un café ayant pour particularité d'héberger un grand nombre de chats avec lesquels les clients peuvent interagir. Ce bar à thème est un concept populaire au Japon.

## Histoire

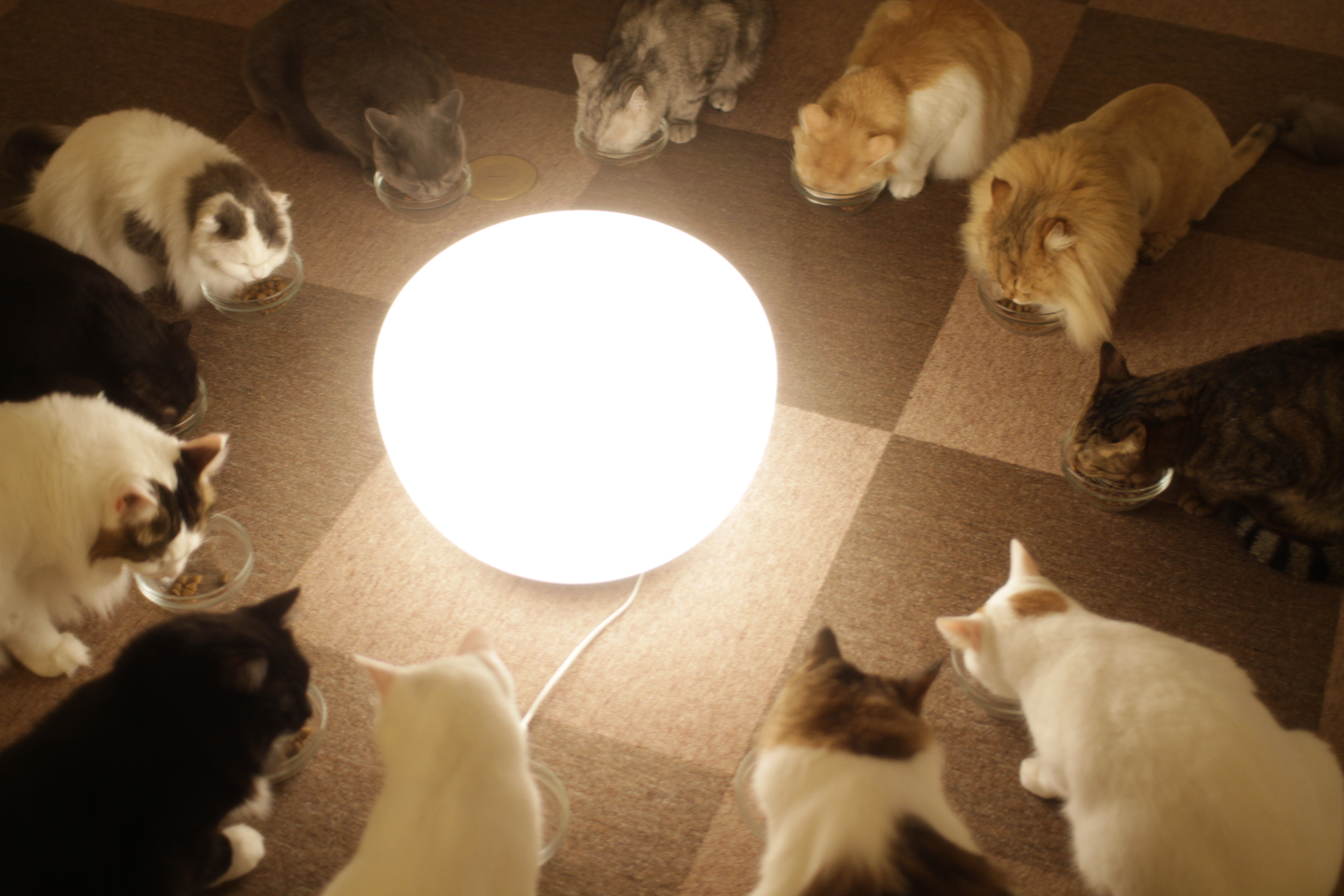
Plusieurs chats d'un bar à chats japonais.

Le premier bar à chats ouvre à Taipei à Taïwan en 1998 et devient populaire auprès des touristes japonais et des Taïwanais. Au Japon, le premier bar à chats est créé à Osaka en 2004.
Les bars à chats sont devenus populaires auprès des Japonais, et le pays compte au moins cent cafés différents, le précurseur étant Neko no mise (猫の店) de Norimasa Hanada, ouvert en 2005. Leur popularité est attribuée à l'impossibilité pour de nombreux Japonais de posséder un animal de compagnie chez eux, du fait de leur interdiction dans les appartements. Par ailleurs, les citadins des grandes métropoles japonaises trouvent parmi ces chats un compagnon antistress,.
Le concept s'est exporté en Europe avec l'ouverture en Autriche du Cafe Neko à Vienne. Cependant, si l'idée est identique, le bar à chat autrichien est conçu comme un espace ouvert plutôt que clos, plus proche du café. En 2012, le Café Neko possédait 6 chats issus d'un refuge.
À Paris, le premier bar à chats a ouvert en 2013  dans le quartier du Marais, sous le nom de « Café des Chats ». Un bar à chats a vu le jour à Lyon dans le quartier de la Croix-Rousse en septembre 2014, un à Besançon le 21 avril 2015, un à Bordeaux le 14 décembre 2016, un à Clermont-Ferrand le 17 janvier 2017, un à Reims le 1er mars 2017 et un à Aix-les-Bains en septembre 2017. À Troyes, le Darwin ouvre le 13 janvier 2017,,
Au Canada, « Le Café des Chats – Cat Café Montréal » a ouvert ses portes en août 2014 au 3435 rue Saint Denis. Montréal devient ainsi  la première ville d'Amérique du Nord à héberger un Cat Café.

## Description

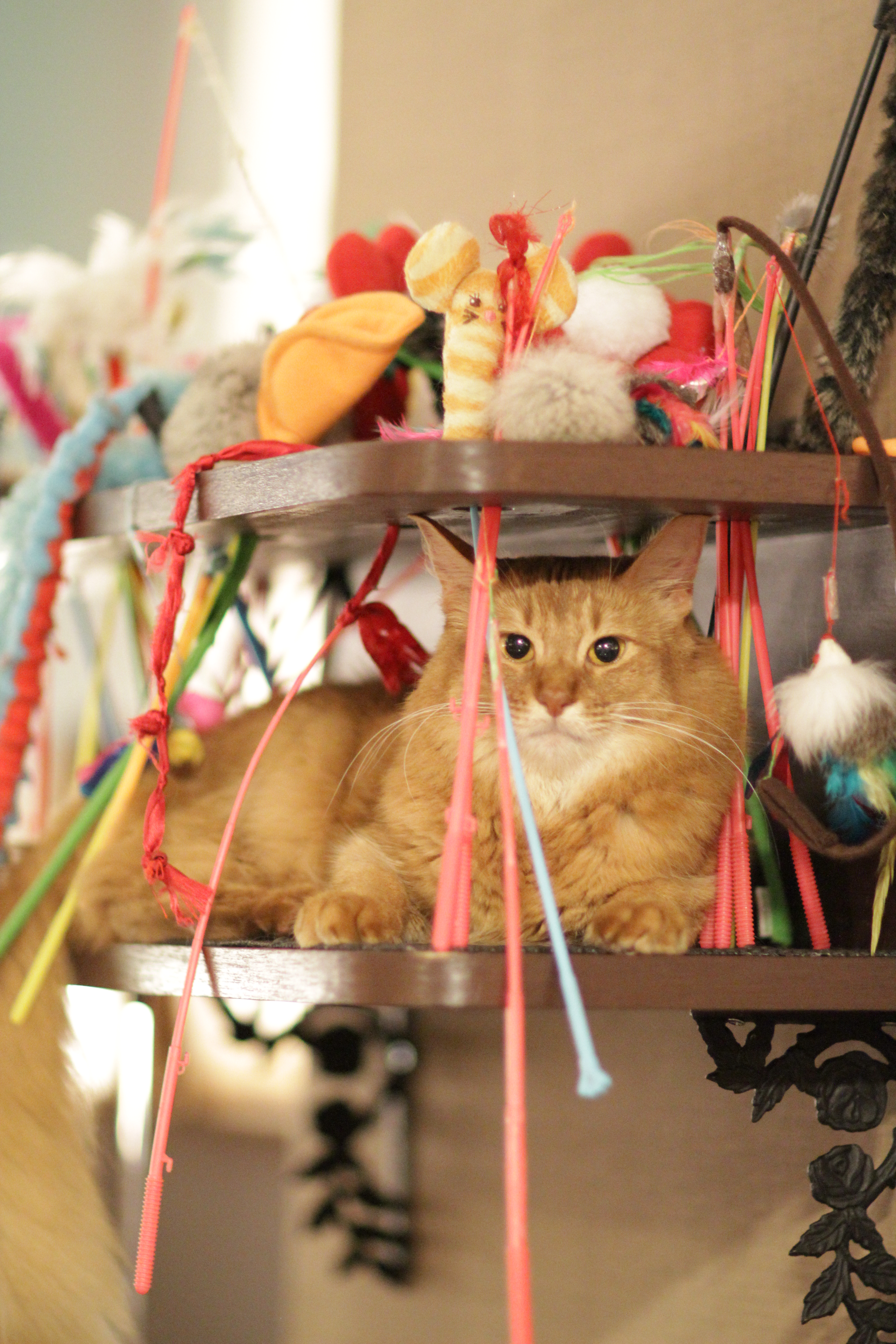
De nombreux jouets pour chats sont mis à disposition de la clientèle.

Les bars à chats peuvent présenter des chats de toutes couleurs et de toutes races. Certains bars sont « à thème » et ne possèdent que des chats noirs, des races de chats rares, etc. Au Japon, les bars à chats doivent obtenir une licence et obéir aux règles strictes des lois pour la protection animale. Le Calico bar à Tokyo possède 53 chats différents[réf. nécessaire].
Au Japon, le bien-être animal fait l'objet de règles rigoureuses. Les chats ne peuvent être dérangés pendant leur sieste et les clients ne peuvent pas les porter, il se contentent de leur faire des caresses tout en respectant leur besoin de tranquillité. Dans ce genre de bar, ce n'est pas le client qui décide, mais le chat. Les clients des bars doivent par ailleurs laisser leurs affaires et se laver les mains à l'entrée du bar, afin de garantir l'hygiène du lieu. Certains propriétaires développent même un concept permettant aux chats de s'isoler lorsqu'ils veulent être tranquilles[réf. nécessaire].

## Contestations
En 2012, au Japon, une nouvelle législation a été mise en place par les autorités japonaises afin de renforcer la protection des animaux. Un couvre-feu a été instauré dans tous les bars à chats. En effet, les félins étaient à la disposition des clients toute la journée, sans interruption. Depuis, après huit heures du soir, « l’exposition publique de chats et de chiens » est interdite. Les propriétaires de bars à chats sont directement touchés par cette mesure, puisqu'une part majoritaire de leur clientèle est constituée de travailleurs rentrant tard le soir.
En France, l'ouverture en 2013 du « Café des Chats » à Paris a posé le problème de l'hygiène auprès de la préfecture de police et a déclenché de nombreuses polémiques. Les fondations de défense des droits des animaux telles que 30 millions d'amis, la fondation Brigitte-Bardot et l'Association Stéphane Lamart ont fait savoir leur mécontentement quant au fait que l'animal soit relégué « au rang d'objet ». Le site web Mes opinions.com a hébergé une pétition contre l'ouverture du café, qui a recueilli 6 519 signatures.
En 2023, une étude américaine établit que les bars à chats génèrent du stress pour les animaux, en raison de leur « fréquentation fluctuante et imprévisible ».

## Règlementation

### France
En France, il n'existe actuellement aucune législation spécifique à cette activité. Cependant puisqu'il associe un lieu recevant du public et fait le commerce de produits alimentaires et une chatterie dans laquelle vit une troupe de chats, chaque lieu devrait présenter au minimum les caractéristiques suivantes pour répondre aux exigences règlementaires : 
- un sas à l'entrée pour que les chats ne puissent pas avoir accès à la voie publique ;
- une pièce à part pour les chats pour pouvoir se reposer et ne pas être en contact forcé avec les clients ;
- une cuisine fermée et inaccessible aux chats (y compris comptoir, machines à café et vaisselle) ;
- des matériaux d'environnement, murs sols et plafonds lessivables (sont donc à proscrire : tapis, moquette, canapé en velours, etc.) ;
- un plan de maîtrise sanitaire adapté aux exigences alimentaires, et conforme vétérinaire ;
- une étude précise des lieux de contamination croisée et les actions correctives mises en place ;
- une politique d'information des visiteurs afin que la tranquillité et la sécurité des chats soient respectées (se laver les mains, ne pas porter ni déranger les chats, etc.).

La Préfecture, les Directions Départementales de la Protection des Populations et les inspecteurs de salubrité des mairies sont les organismes compétents sur le sujet.